# Linea Kintetsu Ōsaka
La linea Kintetsu Ōsaka (近鉄大阪線?, Kintetsu Ōsaka sen) è una lunga linea a gestione privata che collega la città giapponese di Ōsaka con la prefettura di Mie passando per Nara. I treni espressi limitati che collegano Osaka con Nagoya utilizzano gran parte del tracciato.

## Servizi ferroviari
Oltre agli espressi limitati, per prendere i quali è necessario un biglietto supplementare, la linea è percorsa da diversi tipi di treni:
locale (普通?, Futsū) (L)
Per la maggior parte si tratta di treni con composizione a 6 carrozze, e le operazioni sono suddivise a Nabari. A ovest i treni percorrono prevalentemente la tratta fra Osaka Uehommachi e Takayasu, oppure Kawachi Kokubu. Durante il giorno vengono compiuti 5 servizi con 6 corse all'ora fra Osaka Uehommachi e Takayasu, l'ultimo dei quali prosegue per Kawachi Kokubu. A est i treni percorrono il tratto fra Nabari e Aoyamacho o Ise-Nakagawa. Alcuni treni proseguono oltre Nabari in entrambe le direzioni.
semi-espresso suburbano (区間準急?, Kukan Junkyū) (SES)
Il servizio è partito il 20 marzo 2012 I treni, a 6 carrozze percorrono il tratto fra Osaka Uehommachi e Haibara nelle ore di morbida, con un treno da Nabari ogni giorno e un altro verso Nabari le sere dei giorni feriali.
semi-espresso (準急?, Junkyū) (SE)
Fra Osaka Uehommachi e Takayasu, Haibara o Nabari eccetto le ore di morbida. Composizioni a 10, 8 o 6 carrozze.
espresso (急行?, Kyūkō) (E)
Attivo durante il giorno al posto dell'espresso rapido, collega Osaka Uehommachi e Aoyamachō o Uji-Yamada sulla linea Yamada. Rispettivamente una e due corse all'ora. A causa della lunghezza delle banchine nelle stazioni di Kawachi-Kokubu e Sanbonmatsu, i treni sono costituiti da solo 6 carrozze. A Ise-Nakagawa è possibile avere la coincidenza per i treni espressi per Nagoya.
espresso rapido (快速急行?, Kaisoku Kyūkō) (Er)
Servizio a lunga distanza operato la mattina e la sera, fra Osaka Uehommachi e Aoyamachō o Matsusaka, Ujiyamada, Isuzugawa o Toba sulla linea Toba nella prefettura di Mie.

## Schema fermate
Legenda
●：Ferma、｜：Passa、▲：Fermata speciale durante alcune festività
I treni locali fermano in tutte le stazioni
Le stazioni contraddistinte da # permettono il rifugio di emergenza in caso di caduta fra i binari
| Nome                     | Giapponese   | Distanza interstazione | Distanza totale | Massima velocità di corsa verso nord/sud | SES | SE | E  | ER | Collegamenti | Posizione | Posizione                     |
| ------------------------ | ------------ | ---------------------- | --------------- | ---------------------------------------- | --- | -- | -- | -- | --- | --------- | ----------------------------- |
| Ōsaka Uehommachi         | 大阪上本町   | -                      | 0.0             | -                                        | ●   | ●  | ●  | ●  | Ferrovie Kintetsu：Linea Namba（Alcuni treni sono diretti) Metropolitana di Osaka： Linea Tanimachi・ Linea Sennichimae (presso Tanimachi 9 chōme  | Osaka     | Osaka Tennōji-ku              |
| Tsuruhashi               | 鶴橋         | 1.1                    | 1.1             | 50/55                                    | ●   | ●  | ●  | ●  | JR West：Linea circolare Metropolitana di Osaka： Linea Sennichimae                                                                                | Osaka     | Osaka Ikuno-ku Higashinari-ku |
| Imazato                  | 今里         | 1.7                    | 2.8             | 115/100                                  | ｜  | ｜ | ｜ | ｜ | | Osaka     | Osaka Ikuno-ku Higashinari-ku |
| Fuse                     | 布施#        | 1.3                    | 4.1             | 115/100                                  | ●   | ●  | ●  | ｜ | Ferrovie Kintetsu：Linea Nara | Osaka     | Higashiōsaka                  |
| Shuntokumichi            | 俊徳道       | 1.0                    | 5.1             | 115/110                                  | ｜  | ｜ | ｜ | ｜ | JR West：Linea Ōsaka Higashi presso la stazione di JR Shuntokumichi                                                                                | Osaka     | Higashiōsaka                  |
| Nagase                   | 長瀬         | 1.1                    | 6.2             | 120/120                                  | ｜  | ｜ | ｜ | ｜ | | Osaka     | Higashiōsaka                  |
| Mito                     | 弥刀#        | 1.2                    | 7.4             | 120/120                                  | ｜  | ｜ | ｜ | ｜ | | Osaka     | Higashiōsaka                  |
| Kyūhōjiguchi             | 久宝寺口     | 0.9                    | 8.3             | 115/110                                  | ｜  | ｜ | ｜ | ｜ | | Osaka     | Yao                           |
| Kintetsu-Yao             | 近鉄八尾     | 1.3                    | 9.6             | 120/120                                  | ●   | ●  | ｜ | ｜ | | Osaka     | Yao                           |
| Kawachi-Yamamoto         | 河内山本#    | 1.5                    | 11.1            | 110/110                                  | ●   | ●  | ｜ | ｜ | Ferrovie Kintetsu：linea Shigi | Osaka     | Yao                           |
| Takayasu                 | 高安#        | 1.1                    | 12.2            | 95/90                                    | ●   | ●  | ｜ | ｜ | | Osaka     | Yao                           |
| Onji                     | 恩智         | 1.1                    | 13.3            | 110/110                                  | ●   | ｜ | ｜ | ｜ | | Osaka     | Yao                           |
| Hōzenji                  | 法善寺       | 1.6                    | 14.9            | 120/120                                  | ●   | ｜ | ｜ | ｜ | | Osaka     | Kashiwara                     |
| Katashimo                | 堅下         | 0.8                    | 15.7            | 120/120                                  | ●   | ｜ | ｜ | ｜ | Ferrovie Kintetsu：linea Dōmyōji presso la stazione di Kashiwara JR West：Linea principale Kansai（linea Yamatoji）presso la stazione di Kashiwara | Osaka     | Kashiwara                     |
| Andō                     | 安堂         | 0.9                    | 16.6            | 120/120                                  | ●   | ｜ | ｜ | ｜ | Ferrovie Kintetsu：linea Dōmyōji | Osaka     | Kashiwara                     |
| Kawachi Kokubu           | 河内国分#    | 1.6                    | 18.2            | 110/115                                  | ●   | ●  | ●  | ｜ | | Osaka     | Kashiwara                     |
| Ōsaka-Kyōikudai-mae      | 大阪教育大前 | 1.6                    | 19.8            | 110/110                                  | ●   | ●  | ｜ | ｜ | | Osaka     | Kashiwara                     |
| Sekiya                   | 関屋         | 2.2                    | 22.0            | 120/110                                  | ●   | ●  | ｜ | ｜ | | Nara      | Kashiba                       |
| Nijō                     | 二上         | 2.1                    | 24.1            | 100/100                                  | ●   | ●  | ｜ | ｜ | | Nara      | Kashiba                       |
| Kintetsu-Shimoda         | 近鉄下田     | 1.6                    | 25.7            | 110/120                                  | ●   | ●  | ｜ | ｜ | JR West：linea Wakayama | Nara      | Kashiba                       |
| Goidō                    | 五位堂#      | 1.4                    | 27.1            | 110/120                                  | ●   | ●  | ●  | ●  | | Nara      | Kashiba                       |
| Tsukiyama                | 築山         | 1.7                    | 28.8            | 120/120                                  | ●   | ●  | ｜ | ｜ | | Nara      | Yamatotakada                  |
| Yamato-Takada            | 大和高田     | 1.1                    | 29.9            | 110/110                                  | ●   | ●  | ●  | ●  | JR West：Linea Sakurai | Nara      | Yamatotakada                  |
| Matsuzuka                | 松塚         | 1.9                    | 31.8            | 110/110                                  | ●   | ●  | ｜ | ｜ | | Nara      | Yamatotakada                  |
| Masuga                   | 真菅         | 1.0                    | 32.8            | 110/110                                  | ●   | ●  | ｜ | ｜ | | Nara      | Kashihara                     |
| Yamato-Yagi              | 大和八木#    | 2.0                    | 34.8            | 110/115                                  | ●   | ●  | ●  | ●  | Ferrovie Kintetsu：linea Kashihara | Nara      | Kashihara                     |
| Minaminashi              | 耳成         | 2.1                    | 36.9            | 120/110                                  | ●   | ●  | ｜ | ｜ | | Nara      | Kashihara                     |
| Daifuku                  | 大福         | 1.3                    | 38.2            | 120/115                                  | ●   | ●  | ｜ | ｜ | | Nara      | Sakurai                       |
| Sakurai                  | 桜井         | 1.6                    | 39.8            | 120/115                                  | ●   | ●  | ●  | ●  | JR West：Linea Sakurai | Nara      | Sakurai                       |
| Yamato-Asakura           | 大和朝倉#    | 2.1                    | 41.9            | 110/105                                  | ●   | ●  | ｜ | ｜ | | Nara      | Sakurai                       |
| Hasedera                 | 長谷寺       | 3.7                    | 45.6            | 115/100                                  | ●   | ●  | ▲  | ｜ | | Nara      | Sakurai                       |
| Haibara                  | 榛原#        | 4.5                    | 50.1            | 115/100                                  | ●   | ●  | ●  | ●  | | Nara      | Uda                           |
| Murōguchi-Ōno            | 室生口大野   | 7.1                    | 57.2            | 120/120                                  | ●   | ●  | ●  | ●  | | Nara      | Uda                           |
| Sambonmatsu              | 三本松       | 2.5                    | 59.7            | 110/120                                  | ●   | ●  | ●  | ｜ | | Nara      | Uda                           |
| Akameguchi               | 赤目口       | 4.3                    | 64.0            | 120/120                                  | ●   | ●  | ●  | ●  | | Mie       | Nabari                        |
| Nabari                   | 名張#        | 3.2                    | 67.2            | 120/120                                  | ●   | ●  | ●  | ●  | | Mie       | Nabari                        |
| Kikyōgaoka               | 桔梗が丘     | 2.8                    | 70.0            | 120/120                                  |     |    | ●  | ●  | | Mie       | Nabari                        |
| Mihata                   | 美旗         | 3.1                    | 73.1            | 120/120                                  |     |    | ●  | ●  | | Mie       | Nabari                        |
| Iga-Kambe                | 伊賀神戸     | 2.4                    | 75.5            | 120/120                                  |     |    | ●  | ●  | Ferrovia Iga：linea Iga | Mie       | Iga                           |
| Aoyama-chō               | 青山町#      | 2.4                    | 77.9            | 120/115                                  |     |    | ●  | ●  | | Mie       | Iga                           |
| Iga-Kōzu                 | 伊賀上津     | 2.7                    | 80.6            | 120/115                                  |     |    | ●  | ｜ | | Mie       | Iga                           |
| Nishi-Aoyama             | 西青山       | 3.2                    | 83.8            | 120/110                                  |     |    | ●  | ｜ | | Mie       | Iga                           |
| Higashi-Aoyama           | 東青山#      | 7.7                    | 91.5            | 110/130                                  |     |    | ●  | ｜ | | Mie       | Tsu                           |
| Sakakibara-Onsenguchi    | 榊原温泉口   | 3.9                    | 95.4            | 110/115                                  |     |    | ●  | ●  | | Mie       | Tsu                           |
| Ōmitsu                   | 大三         | 2.2                    | 97.6            | 120/120                                  |     |    | ｜ | ｜ | | Mie       | Tsu                           |
| Ise-Ishibashi            | 伊勢石橋     | 4.0                    | 101.6           | 120/120                                  |     |    | ｜ | ｜ | | Mie       | Tsu                           |
| Kawai-Takaoka            | 川合高岡     | 2.8                    | 104.4           | 120/120                                  |     |    | ｜ | ｜ | JR Central：linea Meisō | Mie       | Tsu                           |
| Ise-Nakagawa             | 伊勢中川#    | 4.5                    | 108.9           | 120/120                                  |     |    | ●  | ●  | Ferrovie Kintetsu：Linea Nagoya・linea Yamada | Mie       | Matsusaka                     |
| Area di transito diretto |              |                        |                 |                                          |     |    |    |    | |           |                               |